# 王德懋 (1859年)
王德懋（1859年—1937年），字懿臣，男，河南省開封府祥符縣人，清朝政治人物、同進士出身。

## 生平
光緒二十一年（1895年），参加光緒乙未科殿試，登進士三甲70名。同年五月，以主事分部学习。